# شهر بزرگ

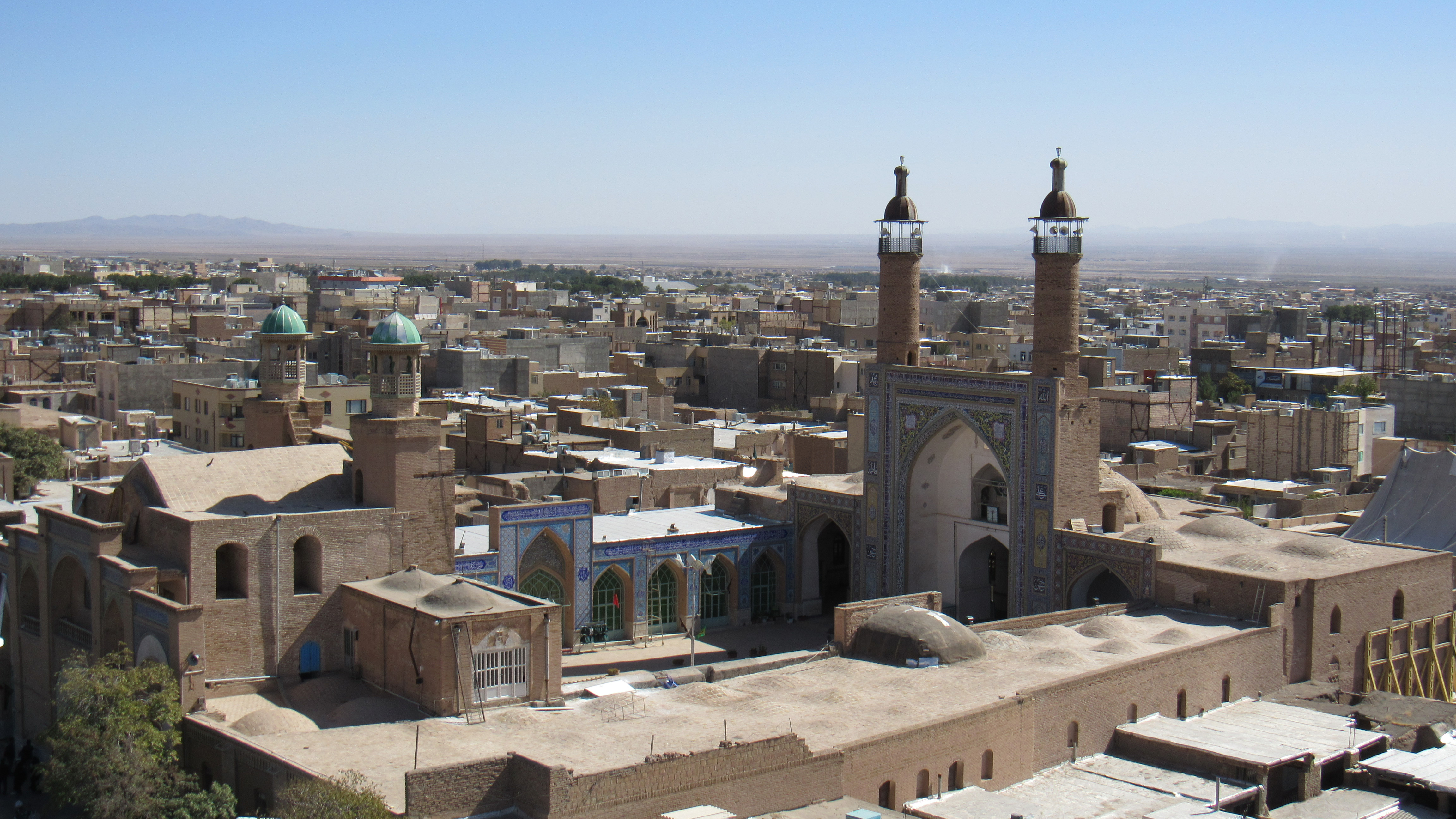
شهر بزرگ سبزوار با ۲۴۳٬۷۰۰ نفر جمعیت

شهر بزرگ طبق تعریفی که کنفرانس بین‌المللی آمار در سال ۱۸۸۷ میلادی ارائه کرد، شهرهایی هستند که حداقل ۱۰۰٬۰۰۰ نفر جمعیت داشته باشند. در سال ۲۰۰۸ میلادی برپایهٔ این تعریف، حدود ۴٬۰۰۰ شهر بزرگ در سراسر جهان وجود داشت.